# Kinga Głyk

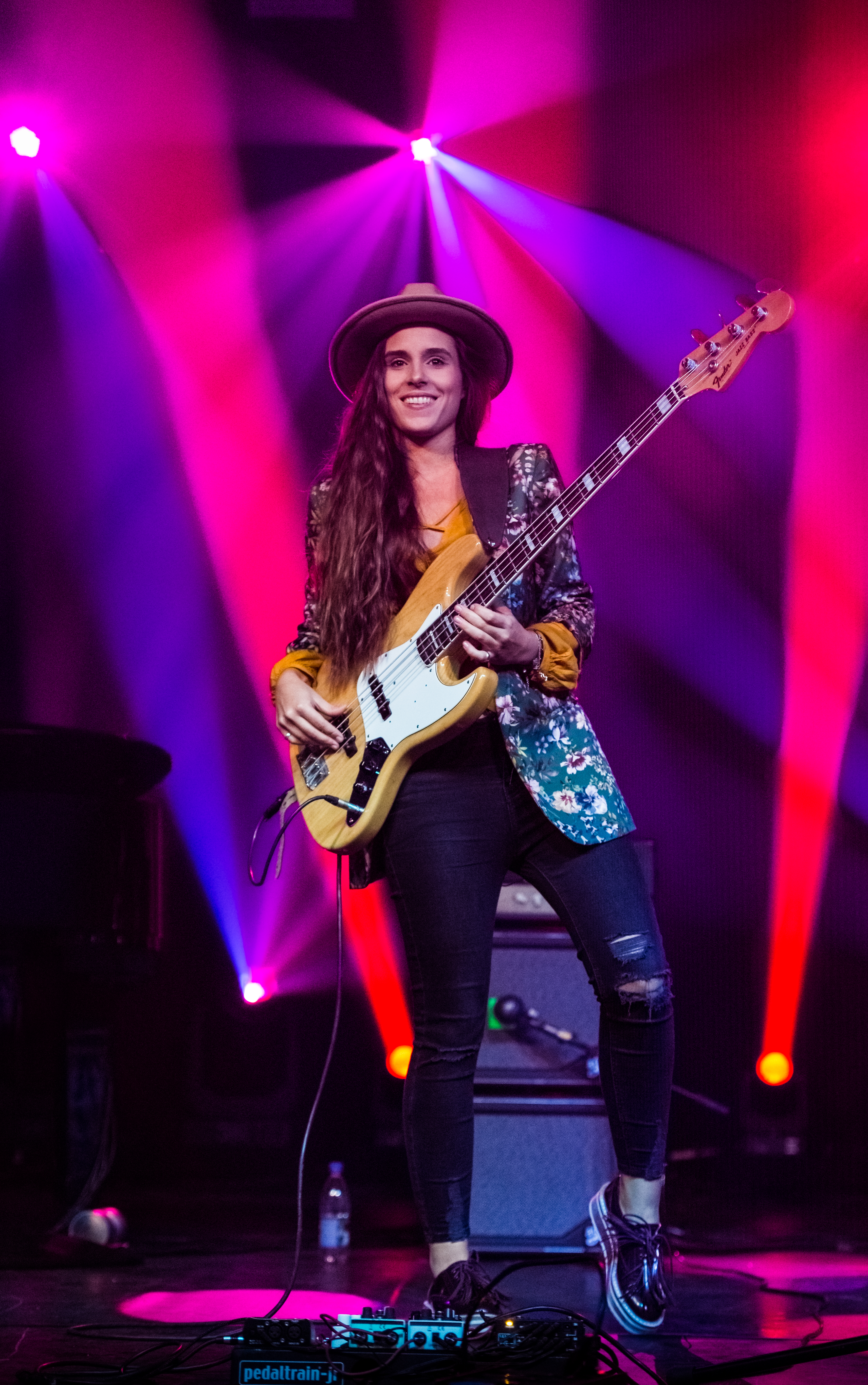
Kinga Głyk bei den Leverkusener Jazztagen 2017

Kinga Głyk [⁠gwɨk⁠] (* 27. Januar 1997 in Rydułtowy) ist eine polnische Jazzmusikerin (E-Bass, Komposition).

## Leben und Wirken
Głyk ist die Tochter des Vibraphonisten und Schlagzeugers Irek Głyk. Er ermutigte sie nicht nur, Musikerin zu werden, sondern buchte auch Live-Auftritte für seine Familienband, sobald sie etwas besser Bass spielen konnte. Bereits ab dem Alter von zwölf Jahren trat sie somit mit dem Vater und dem Bruder Patryk am Schlagzeug in der Familienband Głyk P.I.K. Trio auf. Als ihre wichtigste Inspiration als Bassgitarristin nennt sie selber den melodiösen, erzählerischen Sound von Jaco Pastorius.

„Jaco Pastorius ist mein Held. Er war der erste Bassist, der erste, der mich inspiriert hat[,] selber Bass zu spielen. Ich habe so großen Respekt für seine Musik und bewundere wie er gespielt hat. Als ich ein kleines Mädchen war, habe ich immer so getan[,] als wäre ich selbst ein Bassist[,] und ich wusste immer, dass ich Bass spielen wollte. Für mich ist es das beste Instrument der Welt!“

Mit 18 Jahren nahm Głyk ihr erstes Album unter eigenem Namen auf, Rejestracja. Nach Auftritten mit einem eigenen Trio auf dem Stuttgarter Festival Jazz Open und dem Festival da Jazz in St. Moritz folgte 2016 das zweite Album mit dem Titel Happy Birthday, eine Live-Aufnahme aus dem Teatr Ziemi Rybnickiej in Rybnik. Da ihre Videos, zunächst eine Soloversion von Eric Claptons „Tears in Heaven“, auf YouTube zu Hunderttausenden angeklickt wurden, wuchs ihr Bekanntheitsgrad weiter. Dem heute journal zufolge galt sie als „die große Hoffnung des europäischen Jazz“ und Głyk erhielt einen Vertrag beim Major-Label Warner.
2017 erschien Głyk drittes Album Dream (nun bei Warner), das sie mit einem internationalen Quartett aufnahm (zu dem der Saxophonist Tim Garland, der Pianist Nitai Hershkovits und der Schlagzeuger Gregory Hutchinson gehörten). Am 8. November 2017 trat sie auf den Leverkusener Jazztagen auf.
Am 1. November 2019 veröffentlichte Głyk in Triobesetzung mit Paweł Tomaszewski und Calvin Rodgers ihr viertes Album, Feelings, bei Warner Music. Keyboarder Tomaszewski ist zugleich der Produzent dieses Soloalbums Feelings. Es enthält Gastauftritte der Basslegende Marcus Miller, des Pittsburger Keyboarder Brett Williams, der Electronica-Künstler Anamalie und des Gitarrist Mateus Asato.
Am 23. Januar 2020 präsentierte Głyk dieses Album live im Jazzclub New Morning in Paris; das Konzert mit den beiden Keyboardern Paweł Tomaszewski und Arek Grygno sowie dem niederländischen Schlagzeuger Yoràn Vroom wurde vom Kabelsender Mezzo TV aufgezeichnet und ausgestrahlt.

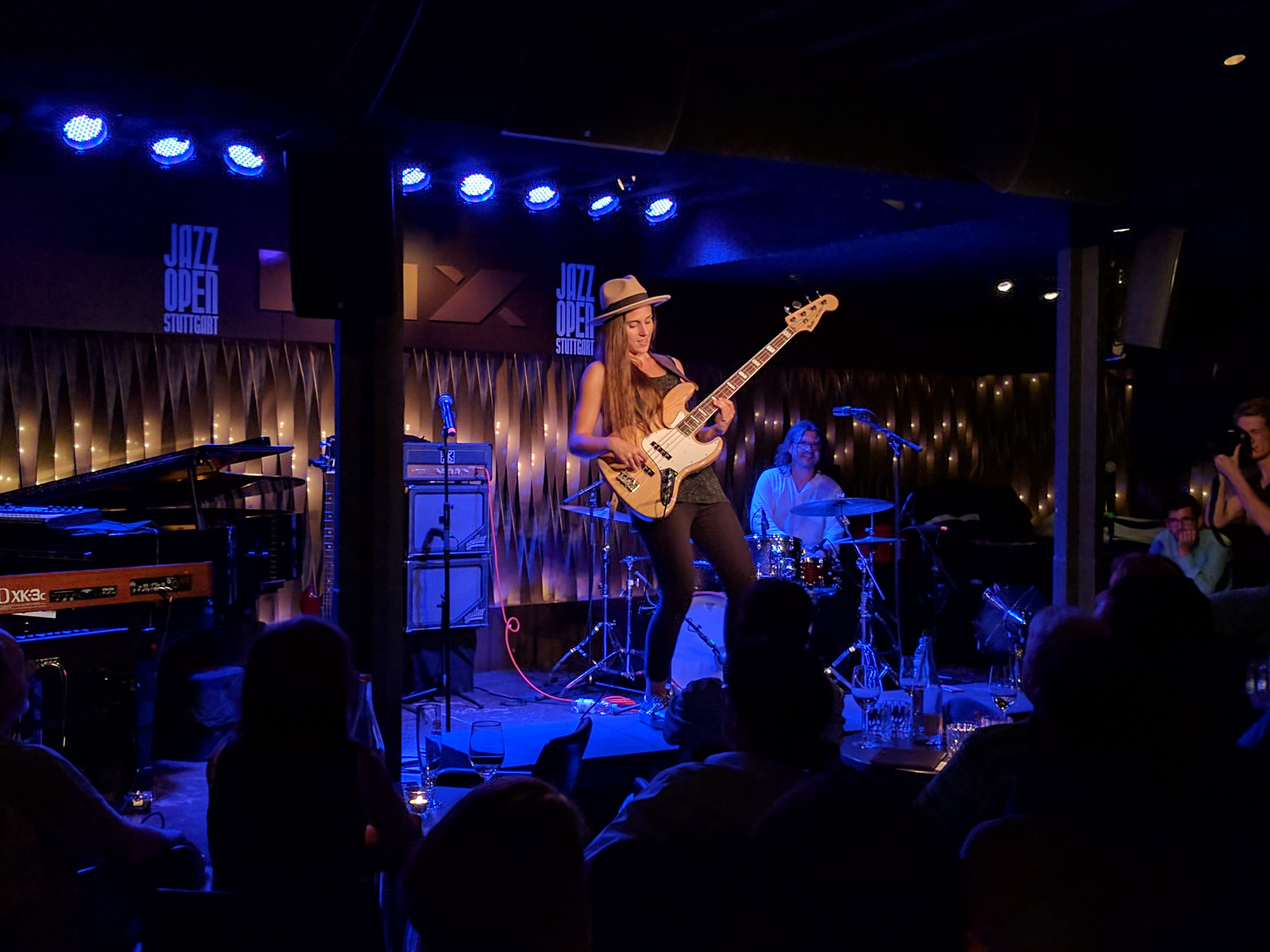
Kinga Głyk (BIX Jazzclub Stuttgart, 2017)

Am 25. August 2022 trat Głyk in Frankfurt am Main zusammen mit der hr-Bigband auf.
Głyks Album Real Life wurde 2023 von Michael League koproduziert und 2024 ebenfalls bei Warner veröffentlicht. Beteiligt waren Musiker wie Robert „Sput“ Searight, Casey Benjamin, Brett Williams, Nicholas Semrad, Julian Pollack, Celeb Sean McCambell und Grégoire Maret. Seit November 2023 tourte sie durch Italien, Polen, Estland, Lettland, Tschechien, Bulgarien, Niederlande, Rumänien, Frankreich, Slowakei, Dänemark und Deutschland; außerdem in Südamerika und in den USA, unter anderem beim GroundUP Music Festival 2024 und im The Cafe Wha? in New York City.

## Auszeichnungen und Nominierungen
Für Głyks Debütalbum Rejestracja, das sie selbst produzierte und veröffentlichte, wurde sie 2015 von der polnischen Musikindustrie zur Jazz-Bassistin des Jahres und zur Entdeckung des Jahres gewählt. Im Jahr 2020 wurde sie mit dem Grand Prix in der Kategorie New Hope des Jazz Melomani 2019 ausgezeichnet. 2021 war sie in der Kategorie String Instruments International beim Deutschen Jazzpreis nominiert. Im gleichen Jahr erhielt sie den polnischen Musikpreis Koryfeusz.

## Diskografie
- 2013 – Released at last mit dem Głyk P.I.K Trio (GAD Records)
- 2015 – Rejestracja (GAD Records)
- 2016 – Happy Birthday, Live-Konzert im Teatr Ziemi Rybnickiej, Rybnik/Polen (GAD Records)
- 2017 – Dream (Warner Music)
- 2019 – Feelings (Warner Music)
- 2024 – Real Life (Warner Music)[18]